# Lennart Atterwall
Lennart Atterwall (12. listopadu 1925 Perstorp – 23. dubna 2001) byl švédský atlet, mistr Evropy v hodu oštěpem z roku 1946.

## Sportovní kariéra
Účastnil se olympiády v Berlíně v roce 1936, kde skončil v soutěži oštěpařů čtvrtý. O rok později vytvořil svůj osobní rekord 75,10 m. V roce 1946 se stal mistrem Evropy v Oslo výkonem 68,74 m.